# Finnische Davis-Cup-Mannschaft
Die finnische Davis-Cup-Mannschaft ist die Tennisnationalmannschaft Finnlands, die das Land im Davis Cup vertritt. Organisiert wird sie durch die Suomen Tennisliitto. Der Davis Cup ist der wichtigste Wettbewerb für Nationalmannschaften im Herren-Tennis, analog zum Fed Cup bei den Damen.

## Geschichte
Finnland nimmt seit 1928 am Davis Cup teil. 1990, 1999 und 2002 scheiterte das Land in den jeweiligen Relegationsrunden zur Teilnahme in der Weltgruppe. Erfolgreichster Spieler ist Jarkko Nieminen, der insgesamt (Einzel & Doppel) 68 Matches bestritt, von denen er 46 gewann. Finnischer Rekordspieler ist Tuomas Ketola mit 31 bestrittenen Begegnungen.
Beim Davis Cup 2023 erreichte die Mannschaft erstmals das Halbfinale, das sie dann gegen Australien verlor. 